# Villemandeur
Villemandeur è un comune francese di 6 775 abitanti situato nel dipartimento del Loiret nella regione del Centro-Valle della Loira.

## Storia

### Simboli
Lo stemma comunale riprende le armi degli antichi signori di Villemandeur (d'azzurro, allo scaglione d'oro, accompagnato da tre bisanti dello stesso, 2 in capo e 1 in punta), ai quali appartenne il Vieux Chateau, castello che sorge nel centro storico.

## Società

### Evoluzione demografica
Abitanti censiti